# Fixieröl
Fixieröl wird in größeren Kopiergeräten oder Digitaldruckmaschinen verwendet. Es verhindert, dass der Toner beim Fixiervorgang an den beheizten Fixierwalzen haften bleibt. 
Fixieröl muss thermisch stabil sein und darf nicht ranzig werden oder gar verklumpen. Des Weiteren darf es keine Luftfeuchtigkeit aufnehmen und muss lagerbar sein, da der Verbrauch äußerst gering ist und sich auf kleinste Verluste, die auf dem zu fixierenden Medium haften bleiben, beschränkt. Als Fixieröle kommen daher meistens Silikonöle zum Einsatz.
Bei neueren Geräten mit Polymertoner oder bei Einkomponententoner (Laserdrucker) kann auf das Fixieröl gänzlich verzichtet werden.